# Parablastothrix flavicornis
Parablastothrix flavicornis är en stekelart som först beskrevs av Mercet 1921.  Parablastothrix flavicornis ingår i släktet Parablastothrix och familjen sköldlussteklar. Inga underarter finns listade i Catalogue of Life.